# Wolf (autoblindat)
Wolf (Lupul, ebraică זאב) este un autoblindat multirol folosit în principal de către Forțele Armate Israeliene. Vehiculul blindat Wolf a fost proiectat de către firma israeliană Hatehof pentru conflictele cu intensitate scăzută, fiind folosit ca o autospecială de intervenție pentru transportul trupelor. Având la bază șasiul camionului Ford F-550, autoblindatul Wolf poate fi folosit ca transportor blindat, vehicul punct de comandă, ambulanță, autospecială de intervenție sau ca vehicul logistic.

## Descriere

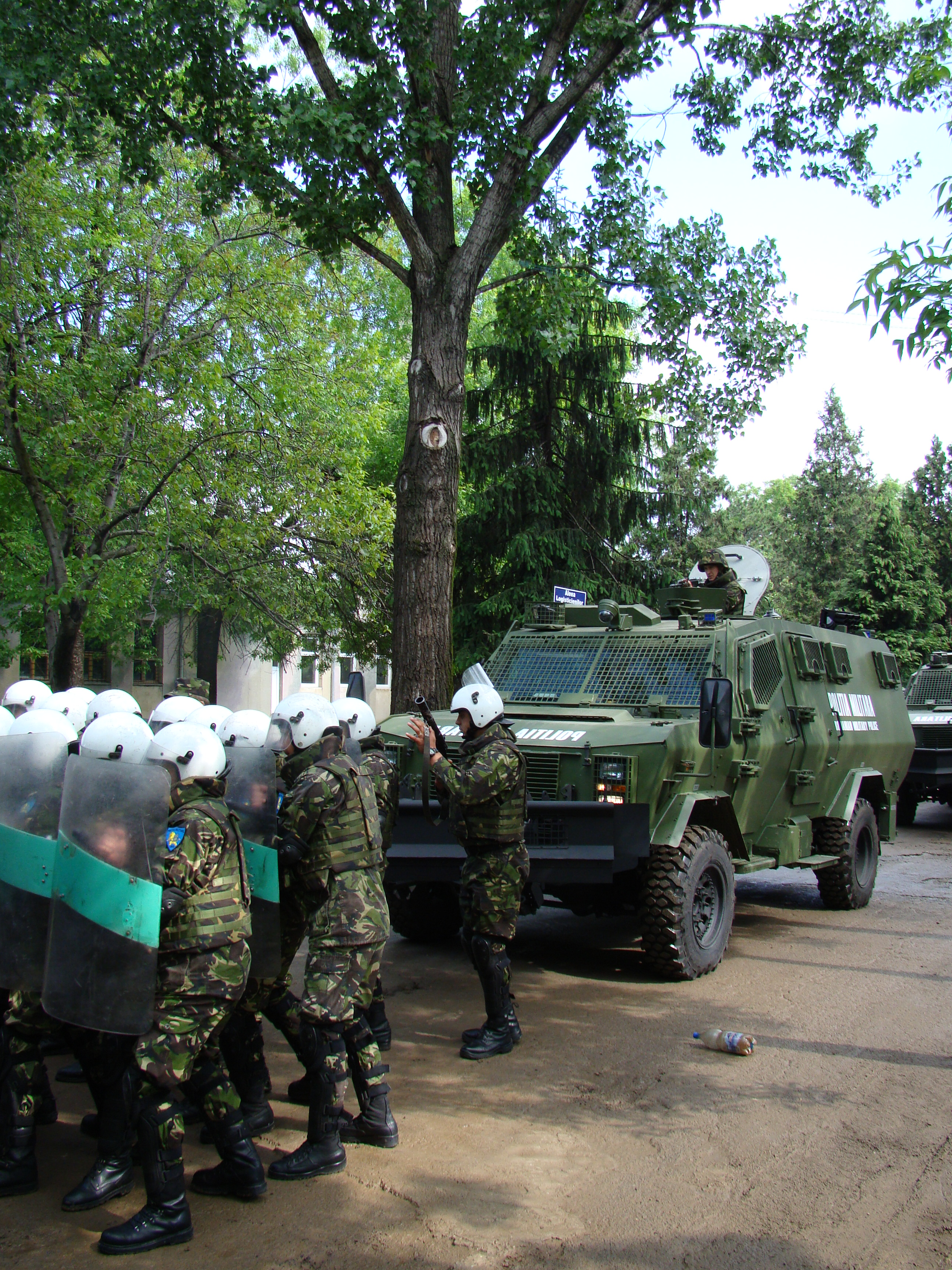
Autospeciale de intervenție Wolf în timpul unui exercițiu demonstrativ al Batalionului 265 Poliție Militară.

Autoblindatul Wolf a fost proiectat pentru a transporta în siguranță soldații în timpul luptelor urbane sau în timpul misiunilor de menținere a păcii. Vehiculul are la bază șasiul camionului Ford F-550, care are o sarcină utilă de 8 tone. Mobilitatea este asigurată de un motor diesel V8  de 325 cai putere . Transmisia este automată, cu 5 viteze, iar vehiculul beneficiază de servodirecție. Suspensia este 4×4, iar pneurile permit deplasarea chiar și în cazul perforării repetate  În partea din față a vehiculului se află o bară de protecție și două cârlige de remorcare.
Carcasa blindată are o construcție modulară și poate fi folosită de un alt șasiu similar în cazul depășirii duratei de exploatare. Wolf este dotat cu aer condiționat, ABS, airbaguri și centuri de siguranță reglabile pe înălțime pentru pasagerii din față. Între pasagerii din față și cei din spate nu există un perete despărțitor, pentru a facilita comunicarea. Carcasa blindată poate fi dotată cu până la 7 ambrazuri pentru ca soldații din interior să tragă: 2 în lateral, una în spate, una în acoperiș și, opțional, una în partea din față a vehiculului, pentru comandant. Observarea se  face prin parbriz, cele trei geamuri laterale, precum și cele două gramuri din partea din spate. Toate geamurile sunt antiglonț și au grilaje de protecție. Șoferul și comandantul au un ecran prin care pot vedea în partea din spate a vehiculului blindat prin intermediul unei camere de vedere pe timp de zi/noapte. Accesul este facilitat de cele două patru uși laterale (două pentru camera de conducere și două pentru camera desantului), cele două uși din spate și oblonul trăgătorului din plafon. 
Vehiculul blindat Wolf poate fi dotat, opțional, cu o turelă telecomandată RCWS fabricată de către firma israeliană de armament Rafael. În interiorul autoblindatului se află rastele pentru muniție, o trusă de prim-ajutor, un set PSA (piese, scule și accesorii) și două extinctoare a câte 3 kilograme fiecare.

## Utilizatori
- Israel - 30 de vehicule comandate inițial.[1] Alte 100 de vehicule comandate în iulie 2005.[2]
- Georgia - folosite ca autospeciale de intervenție și ca ambulanțe.
- Peru - folosite ca autospeciale de intervenție de către poliție.[3]
- România - 3 vehicule achiziționate în 2009 pentru 742.500 de euro[4], folosite de Poliția Militară.